# Подкидыш (Менандр)
«Подкидыш, или Деревенщина» — комедия древнегреческого драматурга Менандра (IV—III века до н. э.), текст которой сохранился только в виде ряда фрагментов (самый крупный из них приведён Стобеем).
Римский драматург Цецилий Стаций создал латинскую версию пьесы. Её текст утрачен полностью, но благодаря упоминаниям у Цицерона и Варрона восстанавливается минимум сюжетных данных. Героями комедии Менандра были двое братьев, Мосхион и Хэрестрат, причём первый жил в городе, а второй — в деревне. Мосхион предположительно соблазнил какую-то девушку. Возможно, Теренций воспроизвёл в общих чертах тот же сюжет в своих «Братьях».